# التشوف إلى رجال التصوف وأخبار أبي العباس السبتي
التشوف إلى رجال التصوف وأخبار أبي العباس السبتي هو كتاب في التراجم والتصوف، من تأليف أبي يعقوب يوسف بن يحيى التادلي، المعروف بابن الزيات، أُلّف سنة 617 هـ / 1220 م. يُعد من أقدم المصنفات المغربية التي تناولت سِيَر المتصوفة، ويغطي فيه المؤلف تراجم ما يزيد عن مئتي شخصية صوفية، معظمهم من المغرب الأقصى، مع اهتمام خاص بمدينة مراكش والمناطق المجاورة لها.

## المحتوى
يتكوّن كتاب التشوف إلى رجال التصوف وأخبار أبي العباس السبتي من قسمين رئيسيين، يتقدمهما تمهيد نظري حول مفهوم الولاية وصفات الأولياء في التصوف الإسلامي. يحتوي القسم الأول على سبعة أبواب تُعالج قضايا عامة تتعلّق بالتصوف، مثل محبة الأولياء، وزيارتهم، وإثبات كراماتهم، ووضعهم الاجتماعي والروحي في المجتمع.
أما القسم الثاني، فيتضمن تراجم مفصلة لعدد من أعلام التصوف في المغرب، مع توثيق أقوالهم وأحوالهم. ويُفرد المؤلف فصلاً خاصًا وموسعًا لسيرة أبي العباس السبتي، يتناول فيه حياته وتعاليمه وصلاته بالسلطة والمجتمع. يُختَتم الكتاب بجملة من الفهارس الموضوعية التي تشمل الأعلام والموضوعات وأماكن الذكر، ما يسهّل العودة إلى مادته.
اعتمد ابن الزيات في تأليفه على الرواية الشفوية والنقل عن تلاميذ بعض المتصوفة أو معاصريهم، ما يجعل الكتاب مصدرًا مهمًا لدراسة التصوف في الغرب الإسلامي خلال العصر الموحدي، من منظور محلي يجمع بين الطابع السردي والتوثيق الجزئي.